# Alan Burton (Fußballspieler, 1991)
Alan Burton (* 22. Februar 1991 in Blackpool) ist ein ehemaliger englischer Fußballspieler.

## Karriere
Nach Stationen in den Jugendakademien der Blackburn Rovers und Wigan Athletic spielte Burton im Nachwuchsbereich von Accrington Stanley an der Seite von Peter Murphy und Chris Turner. Ab der Saison 2008/09 spielte der Mittelfeldakteur regelmäßig für Accringtons Reserveteam, im September 2009 wurde er in die Northern Premier League zum FC Marine verliehen, nach seiner Rückkehr erhielt er im Februar 2010 einen Profivertrag.
Nach einer verletzungsgeplagten Saison und einem weiteren leihweisen Intermezzo bei Marine im Frühjahr 2011, debütierte er im Mai 2011 am letzten Spieltag in der Football League Two für Accrington bei einem 1:1-Unentschieden gegen Burton Albion und erhielt am Saisonende eine Vertragsverlängerung. In der Spielzeit 2011/12 kam er lediglich im August 2011 im Auswärtsspiel gegen Port Vale (Endstand 1:4) zu einem 20-Minuten-Einsatz, im Mai 2012 war er neben Kurtis Guthrie, Liam Willis und Danny Coid einer von vier Spielern, denen von Trainer Paul Cook kein neuer Vertrag angeboten wurde.
Burton setzte seine Laufbahn daraufhin in der Saison 2012/13 bei Marine fort, von Juni 2013 bis November 2015 war er für den Ligakonkurrenten Skelmersdale United aktiv, bevor er erneut zum FC Marine zurückkehrte. 2016 gewann er mit dem Team den Northern Premier League Cup, im Sommer 2017 verließ er Marine erneut.